# ستيفانى بورز
ستيفانى بورز (بالإنجليزية: Stefanie Powers)‏ هي لاعبة البولو وممثلة أمريكية، ولدت في 2 نوفمبر 1942 بهوليوود في الولايات المتحدة. من الجوائز التي نالتها جائزة شتايغر ‏ سنة 2011.

## أعمال

### أفلام
- (1962) المتدربون

## جوائز
- جائزة شتايغر [الإنجليزية]‏ (2011)

## وصلات خارجية
- ستيفانى بورز على موقع IMDb (الإنجليزية)
- ستيفانى بورز على موقع ألو سيني (الفرنسية)
- ستيفانى بورز على موقع أول موفي (الإنجليزية)
- ستيفانى بورز على موقع قاعدة بيانات برودواي على الإنترنت (الإنجليزية)
- ستيفانى بورز على موقع قاعدة بيانات الأفلام السويدية (السويدية)
- ستيفانى بورز على موقع إن إن دي بي (الإنجليزية)
- ستيفانى بورز على موقع ديسكوغز (الإنجليزية)
- ستيفانى بورز على موقع قاعدة بيانات الفيلم (الإنجليزية)
- ستيفانى بورز على موقع كينوبويسك (الروسية)